# Munlochy
Munlochy är en by i Highland i Skottland. Byn är belägen 10 km 
från Inverness. Orten har 900 invånare (2011).